# Rupert Wildt
Rupert Wildt (25 de junio de 1905, 9 de enero de 1976) fue un astrónomo germano-estadounidense, especializado en el estudio de atmósferas planetarias.

## Semblanza
Wildt nació en Múnich, Imperio alemán, y creció en ese país durante el período de la Primera Guerra Mundial y sus secuelas. En 1927 se doctoró por la Universidad Humboldt de Berlín. Se incorporó a la Universidad de Gotinga, especializada en la investigación de la atmósfera.
En 1932 estudió el espectro de Júpiter y de otros planetas exteriores e identificó ciertas bandas de absorción como pertenecientes a compuestos ricos en hidrógeno de metano y amoníaco. La composición parecía coherente los datos similares disponibles del sol y de otras estrellas.
Suponiendo que la atmósfera de estos planetas estaba compuesta por los citados gases, durante los años cuarenta y cincuenta diseñó un modelo de su estructura. Creía que el núcleo de los planetas era sólido y estaba compuesto por una mezcla de roca y metal, cubierta por una gruesa capa exterior de hielo, cubierta a su vez por una densa atmósfera. Su modelo sigue siendo ampliamente aceptado.
En 1934 emigró a los Estados Unidos, y se convirtió en asistente de investigación en la Universidad de Princeton desde 1937 hasta 1942. Luego se convirtió en profesor asistente en la Universidad de Virginia hasta 1947, antes de unirse a la facultad de la Universidad Yale.
En 1937 propuso que la atmósfera de Venus estaba compuesta por una niebla de formaldehído. Sus observaciones de la atmósfera no encontraron agua en ese momento, pero más adelante medidas basadas en globos sonda mostraron la presencia agua, por lo que su propuesta fue abandonada. En 1940, sin embargo, también ideó la hipótesis de que el dióxido de carbono en la atmósfera venusiana atrapa el calor, un fenómeno más tarde sería denominado como el efecto invernadero.
En 1939 demostró que la principal fuente de opacidad óptica en la atmósfera del Sol es el ion H− y, por tanto, la principal fuente de luz visible del sol y las estrellas.
Desde 1965 hasta 1968 fue presidente de la Asociación de Universidades para la Investigación en Astronomía. En el período 1966-1968 también ocupó el puesto de presidente del departamento de astronomía en la Universidad de Yale, y desde 1973 hasta su muerte fue profesor emérito. Murió en Orleans (Massachusetts).

## Escritos publicados
- Rupert Wildt: Negative Ions of Hydrogen and the Opacity of Stellar Atmospheres. In: The Astrophysical Journal. 89, 1939, ISSN 0004-637X, S. 295–301, und 90, 1940, S. 611–620.
- Anikó Szabó: Vertreibung – Rückkehr – Wiedergutmachung. Göttinger Hochschullehrer im Schatten des Nationalsozialismus. Mit einer biographischen Dokumentation der entlassenen und verfolgten Hochschullehrer: Universität Göttingen – TH Braunschweig – TH Hannover – Tierärztliche Hochschule Hannover (= Veröffentlichungen des Arbeitskreises Geschichte des Landes Niedersachsen (nach 1945). Bd. 145). Wallstein-Verlag, Göttingen 2000, ISBN 3-89244-381-5 (Zugleich: Hannover, Univ., Diss., 1998: Vertreibung, Rückkehr, Wiedergutmachung, in der Zeit des Nationalsozialismus verfolgte Hochschullehrer: die Universität Göttingen als Fallbeispiel.).
- W. C. DeMarcus: Obituary Rupert Wildt. In: Icarus. 30, 1977, ISSN 0019-1035, S. 441–445. doi 10.1016/0019-1035(77)90182-8

## Premios y honores
- Premiado con la Medalla Eddington en 1966.[2]
- El cráter cráter lunar Wildt lleva su nombre.[3]
- El asteroide (1953) Rupertwildt también lleva su nombre.[4]